# The Dark Side of the Rainbow
Se llama "The Dark Side of the Rainbow" ("El lado oscuro del arcoíris") al factoide provocado al escuchar el álbum The Dark Side of the Moon, lanzado por Pink Floyd en 1973,  y contemplar simultáneamente la película El mago de Oz, estrenada el año 1939, de forma que algunas escenas de la película parecen coincidir con la música de dicho álbum.
El título proviene de la combinación de los nombres Somewhere over the Rainbow (tema musical originario de la película El Mago de Oz) con el título del álbum de Pink Floyd anteriormente mencionado.

## Historia
En el año 1994, muchos fanes de Pink Floyd discutieron el fenómeno a través de Usenet. Sin embargo, incluso entonces la cuestión de quién fue el primero en asociar ambas obras no tenía respuesta.
Desde entonces se ha hecho mención a esta supuesta relación en varias ocasiones en la cultura popular. En agosto de 1995, un diario de Fort Wayne (Indiana) publicó el primer artículo sobre esta "sincronía" en un medio de comunicación mayoritario. El diario citaba el tablón de discusión online alt.music.pink-floyd. Poco después, muchos aficionados crearon páginas web en las que hablaban del asunto y trataban de catalogar y explicar los momentos correspondientes. En abril de 1997, un DJ de una radio de Boston discutió el tema mientras estaba al aire, lo que llevó a nuevos artículos en medios de comunicación masivos y su aparición en MTV News.
En julio de 2000, el canal de televisión por cable Turner Classic Movies emitió una versión de El mago de Oz con el álbum Dark Side como banda sonora alternativa.
En el mismo mes, un episodio de la segunda temporada de la serie animada Padre de Familia, titulado "The Story on Page One", emitió una referencia al efecto, en el que el protagonista Peter Griffin le decía a Luke Perry: "I'm telling you, Dark Side of the Moon totally syncs up with the Wizard of Oz!" (traducido al español: "Te lo digo, Dark Side of The Moon sincroniza totalmente con El Mago de Oz!").
En enero de 2000, en el episodio "Stuck Together Torn apart", de la tercera temporada de la misma serie, el personaje Mort Goldman le comenta a Peter Griffin que él y su esposa habían estado viendo viejas películas, mientras oían Hotel California de Eagles para ver si sincronizaban de alguna manera, pero que no habían conseguido resultados.
En el primer episodio de la serie televisiva CSI:las Vegas -titulado simplemente "Piloto"- el protagonista Gil Grissom es recriminado por una amante al haberla invitado a escuchar a Pink Floyd y ver El mago de Oz, en lugar de consumar su cita. No hay constancia de otras referencias a Pink Floyd en la serie más aún cuando la música de cabecera es de The Who, trasladando viejos debates británicos también al otro continente.
En 2005, en el film The Muppets, Wizard Of Oz, uno de los personajes dice claramente al público: "Those of you who have Dark Side of the Moon, press play now" (traducido al español: "Aquellos que tengan Dark Side of the Moon, presionen 'Reproducir' ahora").
Desde entonces, muchos grupos musicales han aludido al fenómeno:
- En febrero de 2003, Easy Star All-Stars emitió a la venta un álbum cover de The Dark Side of The Moon, llamado 'The Dub Side of The Moon', el cual fue intencionalmente creado para ser compatible con el film El mago de Oz.
- En junio de 2003, Guster emitió a la venta un álbum que contenía la canción Come Downstairs & Say Hello (Baja las escaleras y di hola, que empieza diciendo: "Dorothy moves/To click her ruby shoes/Right in tune/With Dark Side of the Moon").
- En el DVD de Tenacious D titulado The Pick of Destiny (La púa del destino), Jack Black afirma: "Si empiezas a reproducir The Dark Side of the Moon en este momento de la película... bueno, no suena muy bien que digamos", antes de empezar a reír.
- En 2013, en el octavo episodio de la novena temporada de la serie How I Met Your Mother, titulado "The Lighthouse", el personaje de Barney Stinson declara que las letras de The Dark Side of the Moon se alinean perfectamente con El mago de Oz mientras se come los huevos revueltos de su madre. Previamente en el décimo episodio de la sexta temporada, "Blitzgiving" los personajes de Marshall y Ted hablan sobre cómo habían visto la película mientras escuchaban el álbum.

## Sincronización
Los fanes han compilado más de cien momentos de supuesta coincidencia entre la película y el álbum. Este efecto ha sido descrito como un ejemplo de sincronicidad, definida por el psicólogo Carl Jung como un fenómeno en el que dos acontecimientos «parecen estar relacionados pero esta relación no se explica por los mecanismos convencionales de causalidad». Los detractores de la teoría que indica que el efecto fue deliberado señalan que el fenómeno es producto de la tendencia de la mente en reconocer patrones en el caos descartando los datos que no cuadran, efecto conocido en psicología con el nombre de apofenia. Según esta teoría, los entusiastas de "The Dark Side of the Rainbow" se centran en los momentos que cuadran y hacen caso omiso de los momentos en los que no corresponden, aunque sean más numerosos.

## ¿Fue accidental o planeado?
Los miembros de Pink Floyd han dicho repetidamente que el fenómeno es coincidencia. En la entrevista por el aniversario número 25 de Pink Floyd, el guitarrista David Gilmour niega que fue intencional la sincronización con "El Mago de Oz", citando: "Algún sujeto con demasiado tiempo en sus manos tuvo esta idea de combinar el film con The Dark Side Of The Moon".
En un especial de MTV sobre Pink Floyd en 2002, la banda también rechazó cualquier relación entre el álbum y la película, diciendo que no hubo intenciones de que el álbum sea reproducido conjuntamente con el film.

## Aplicando el efecto
Fuese real o imaginario, este efecto es creado al pausar una copia del CD original de "The Dark Side of The Moon" al comienzo, posteriormente se presiona 'Reproducir' en el DVD o VHS de la película 'El Mago de Oz' (versión NTSC) sin volumen.
Después se debe reproducir el álbum, anteriormente pausado, cuando el león en blanco y negro de MGM ruge por tercera vez.

## Lista de sincronizaciones visuales
Ya habiendo aclarado que durante "The Dark Side of The Rainbow" se perciben sincronizaciones intencionales o no, aquí se presentan una lista de las más importantes y notables:
- El primer titular 'importante' de la película (del productor Mervyn LeRoy) coincide con el primer acorde de la primera canción del álbum, "Speak to me".
- El comienzo de On The Run coincide con el momento en el que Dorothy cae a un montón de paja.
- Dorothy parece estar viendo al cielo (mientras canta "Over the Rainbow"), mientras del álbum se escuchan sonidos de helicópteros.
- El comienzo de "Time" (las campanadas) se da exactamente cuando Miss Gulch aparece con su bicicleta.
- La escena donde Toto escapa de la cesta y vuelve a casa con Dorothy encaja con la mitad del primer y todo el segundo verso de "Time".
- Cuando se encuentra con el Profesor Marvel, durante "Time", se escucha a David Gilmour cantar "...home, home again. I like to be here while I can...", coincidiendo con la trama de le película, en la que Dorothy debía volver a su casa y el Profesor Marvel le advertía sobre su aventura.
- El comienzo de "The Great Gig in the Sky" empieza junto con la escena del huracán. "The Great Gig in the sky" quiere decir en español "El Gran Baile en el cielo", mientras la casa "bailaba" en el cielo atrapada por el huracán.
- El comienzo de "Money" coincide exactamente cuando Dorothy llega al pueblo de los hombrecillos enanos ("Munchkinland"). Esta es la primera escena a color de la película, algo que en esa época era muy costoso por lo que muchos alegan que el título de la canción coincide con este detalle. Money es la primera canción de la cara B del vinilo original del disco, por lo que el cambio de color se sincroniza con el cambio del vinilo.
- La llegada de la Bruja Glinda coincide con el comienzo del solo de saxofón en "Money".
- Durante "Money", y después de ser animados por la Bruja Glinda, los Muchkins salen a bailar conjuntamente y casi a la perfección con el segundo solo de guitarra (el más agudo) de David Gilmour.
- Durante "Brain Damage", se escucha la línea "...the lunatic is on the grass..." ("...el lunático/loco está en el pasto..."). Podría asociarse con que El Espantapájaros se encontraba en el pasto, era "lunático" (en el sentido de animado y alegre), además de que el título de la obra ("Brain Damage", al español se traduce como "Daño Cerebral") tenga que ver con que el Espantapájaros no poseía cerebro.
- El comienzo del futurista sonido, "Eclipse", empieza justo con la escena del Hombre de Lata ("The Tin Man", en inglés).
- El Hombre de Lata no poseía corazón, sin embargo al final de "Eclipse" se oyen latidos de corazón, mientras Dorothy y el Espantapájaros se acercan al pecho del Hombre de Lata donde se suponía que debería estar. Sin embargo lo que ocurre en verdad es que "El Hombre de Lata" les estaba tratando de hablar.